# Gaston René Wahlberg
Gaston René Wahlberg född 31 juli 1875 Frankrike, död 8 maj 1956, var en svensk naturläkare och populärmusikkompositör. René Wahlberg var son till konstnären Alfred Wahlberg och far till fotografen Arne Wahlberg.

## Filmmusik i urval
- 1957 - Johan på Snippen tar hem spelet
- 1956 - Johan på Snippen
- 1956 - Där möllorna gå
- 1952 – Klackarna i taket